# Kradenan (Srumbung)
Kradenan is een bestuurslaag in het regentschap Magelang van de provincie Midden-Java, Indonesië. Kradenan telt 6127 inwoners (volkstelling 2010).